# Ларіонов Аркадій Миколайович
Аркадій Миколайович Ларіонов (нар. 1925 — пом. 2002) — радянський футболіст, півзахисник.
З 1949 по 1952 рік виступав за команду Військово-повітряних сил із Москви. Після її розформування переїхав до Києва. Три сезони захищав кольори «Динамо» із столиці України. Протягом усього часу був гравцем основного складу. Вніс вагомий внесок у першу перемогу в кубку СРСР. Всього провів у чемпіонаті 83 матчі, у кубку — 12 ігор.
Працював тренером у київському «Арсеналі» (1959—1961). 1963 року був помічником старшого тренера вінницького «Локомотива» Йосипа Ліфшиця.
Досягнення:
- Володар кубка СРСР (1): 1954

Статистика виступів у чемпіонатах СРСР:
| Сезон        | Команда         | Ліга         | І  | Г |
| ------------ | --------------- | ------------ | -- | - |
| 1949         | ВПС (Москва)    | Д-1          | 7  | 0 |
| 1950         | ВПС (Москва)    | Д-1          | 0  | 0 |
| 1951         | ВПС (Москва)    | Д-1          | 17 | 0 |
| 1952         | ВПС (Москва)    | Д-1          | 8  | 0 |
| 1953         | «Динамо» (Київ) | Д-1          | 9  | 0 |
| 1954         | «Динамо» (Київ) | Д-1          | 22 | 0 |
| 1955         | «Динамо» (Київ) | Д-1          | 20 | 0 |
| Усього в Д-1 | Усього в Д-1    | Усього в Д-1 | 83 | 0 |